# روبیدیم یدید
روبیدیم یدید (به انگلیسی: Rubidium iodide) ترکیبی است با فرمول شیمیایی RbI که در دمای ۶۴۲ درجهٔ سلسیوس ذوب می‌گردد.